# 徳昌県
徳昌県（とくしょう-けん、四川彝語: ꄓꍣꑤ）は中華人民共和国四川省涼山イ族自治州西南部に位置する県。

## 行政区画
- 街道:徳州街道、昌州街道
- 鎮:永郎鎮、楽躍鎮、麻栗鎮、茨達鎮、巴洞鎮、黒竜潭鎮、鉄炉鎮、熱河鎮
- 民族郷:南山リス族郷、金沙リス族郷

## 交通

### 鉄道
- 中国鉄路総公司
  - 中国鉄路昆明局集団公司
    - 成昆線

（成都方面）- 麻栗駅 - 黄家壩駅 - 徳昌駅 - 小高駅 - 楽躍駅 - 蒲壩駅 - 永郎駅 -（昆明方面）

### 道路
- 高速道路
  - 京昆高速道路

国道
- G108国道

## 健康・医療・衛生
- 徳昌県人民医院